# 吳國龍
吳國龍（1616年—？），字玉騧，號亦巖，南直隸滁州直隸州全椒縣人，明末清初政治人物。

## 生平
吳國龍是崇禎十五年（1642年）壬午科應天鄉試舉人，十六年（1643年）癸未科二甲第六名進士，禮部觀政，本年授戶部浙江司主事，十七年五月改兵部武选司主事，升本司郎中，弘光元年（1645年）任廣西鄉試正主考。丁母憂歸里，順治十三年（1656年）獲漕運總督蔡士英推薦入京，走至臨清州引疾歸里，康熙二年（1663年）授工科給事中，轉工科右給事中，改河南道監察御史，遷兵科給事中，五年（1666年）任山東鄉試正考官，轉禮科掌印給事中，上疏在經筵進講政書、科場改變則例、錢糧賦併歸戶部管理，又曾疏請賑災裁漕運，後來請假歸里修繕祠墓，在家去世，有奏稿若干卷流傳，李霨為其作序刻錄，詩文則由兒子吳晟輯選遺集流傳。

## 家族
高祖吳聰；曾祖吳鳳；祖父吳謙；父吳沛。兄吳國鼎、吳國器、吳國縉，孿生兄吳國對。子吳晟（康熙丙辰進士）、吳昺（康熙辛未榜眼）。

## 引用
1. 1 2  民國《全椒縣志·卷十·人物志一》：吳國龍，字玉騧，號亦巖，與兄國對孿生。崇禎間進士，授戶部主事，丁內艱歸，順治初以漕撫蔡士英薦疏入京，行至臨清病歸；康熙初授工科給事中，轉右給事中，裁缺改授河南道監察御史，仍回補兵科給事中。丙午典試山東，轉禮科掌印給事中，疏請經筵進講政書、科場議改則例、錢糧賦役併歸戶部，皆明體達用深荷主知，而尤以蠲荒裁漕兩疏為救民之亟務，其嘉惠桑梓如改大學、定養馬、免六舖幫貼、清里弊、設義倉、修學宮諸賢祠，必得當而後快，後滁、和得仍直隸實利賴焉。經術長優，而未竟厥施，以乞假修祠墓歸遂卒，著有奏稿若干卷，高陽李霨為序而刻之，生平詩文稿甚富，人多以書法逼古藏弆，子晟更輯遺集若干卷行世。
2. ↑  《崇祯十六年癸未科進士三代履歷》：吴國龍，曾祖凤，乡賓；祖謙，乡賓；父沛，廪生、两中乙榜。玉騧，诗三房，戊午年七月十一日生。全椒籍六合人，壬午九十二名，會試八名，二甲六名。礼部觀政，本年授户部浙江司主事，甲申五月改兵部武选主事，升本司郎中，乙酉廣西正主考。
3. ↑  民國《全椒縣志·卷十二·人物志三》：（崇禎）壬午（舉人） 吳國龍 見進士……癸未（進士）……吳國龍 見薦辟
4. ↑  《清世祖章皇帝實錄·卷之一百四》：（順治十三年十月）乙酉漕運總督蔡士英疏薦故明主事吳國龍、知縣陳台孫，下吏部。
5. ↑  《清聖祖仁皇帝實錄·卷之九》：（康熙二年五月）戶部議覆工科給事中吳國龍疏言……
6. ↑  《清聖祖仁皇帝實錄·卷之十九》：（康熙五年七月）壬寅以兵科給事中吳國龍為山東鄉試正考官，兵部主事翁祖望為副考官……